# Karolína Kurková
Karolína Isela Kurková (Děčín, Usti nad Labem; 28 de febrero de 1984) es una supermodelo y actriz checa, más conocida por ser una ex ángel de Victoria's Secret.
Es una de los supermodelos mejor pagadas del mundo, habiendo ganado un estimado de $5 millones en 2007. Ese año se ubicó en el sexto puesto en la revista Forbes en su lista anual de las modelos más rentables del mundo. Mario Testino elogió la «proporción de su cuerpo y rostro, así como su nivel de energía», diciendo: «ella es una modelo que podría encajar en cualquier momento». La editora de Vogue, Anna Wintour la nombró la «siguiente supermodelo».

## Primeros años
Es hija de Josef Kurka, un jugador de baloncesto checo, y de una madre eslovaca. Cuando era pequeña sufrió acoso por su estatura pero después de que una amiga mandara fotos de Kurková a una agencia en Praga cuando tenía 15 años, consiguió trabajos como modelo de pasarela, así como en anuncios y revistas. Luego viajó a Milán para ganar más experiencia y firmó un contrato con Miuccia Prada.
En septiembre de 1999, Kurková apareció en la edición estadounidense de la revista de moda Vogue, y tras mudarse a Nueva York a la edad de 17 años, apareció en la portada de la edición de febrero de 2001.

## Carrera

### Modelaje

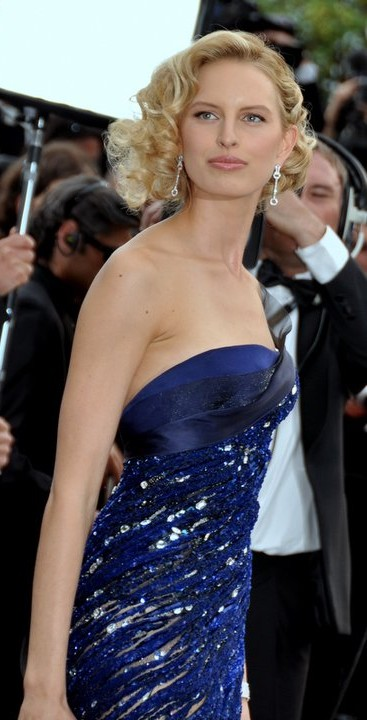
Kurková en el Cannes Film Festival de 2011.

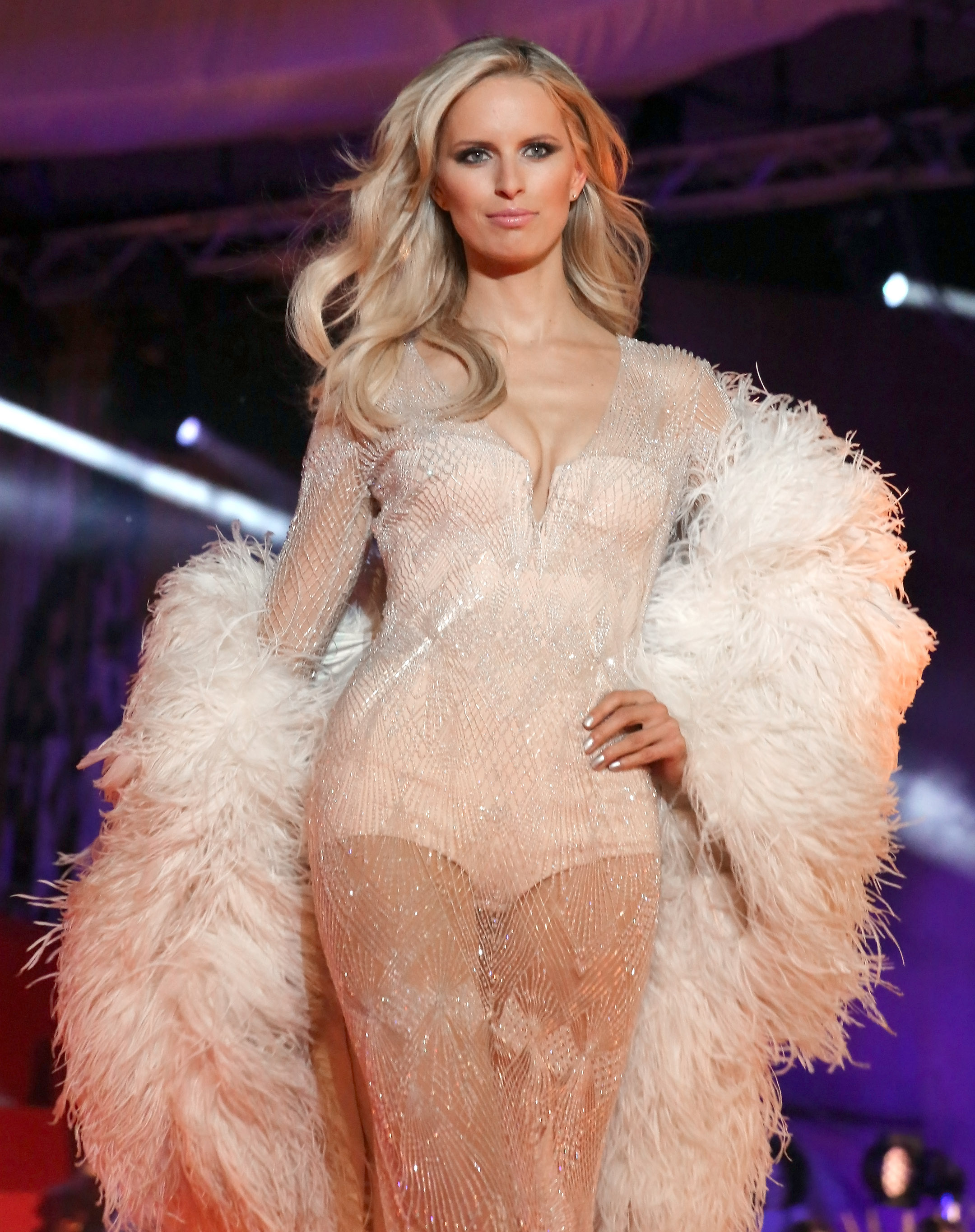
Kurková desfilando en 2013.

Tras su portada de Vogue, Kurková se volvió conocida en desfiles de alta costura. Además, la marca de lencería Victoria's Secret la eligió para ser parte del desfile del año 2000, aunque solo tenía 16 años entonces. Casas de moda como Yves Saint Laurent firmaron contratos con Kurková, así como también realizó campañas con Chanel, Tommy Hilfiger, Max Mara, Bottega Veneta, Donna Karan, Celine, Fendi, Elie Saab, rag & bone, Jean Paul Gaultier, Roberto Cavalli, Valentino, Louis Vuitton, John Galliano, Mango, Christian Dior, Hugo Boss, Versace, H&M, entre otros. En el Victoria's Secret Fashion Show de 2002, portó el "Star of Victoria" Fantasy Bra. Ha desfilado para Alberta Ferretti, Alexander McQueen, Balenciaga, Calvin Klein, Carolina Herrera, Chanel, Christian Dior, Dolce & Gabbana, Givenchy, Gucci, Karl Lagerfeld, Louis Vuitton, Marc Jacobs, Prada, Ralph Lauren, Stella McCartney, Versace y Vera Wang.
Karolina sufrió una caída en el desfile de otoño/invierno 2002 de Versace. Sin embargo, no fue perjudicial para su carrera y ganó el premio "Modelo del Año" en los Premios Vogue del mismo año, en parte por su trabajo, por haber trabajado 23 semanas seguidas. Fue fotografiada por Steven Meisel y presentada en la portada de septiembre de 2004 de la Vogue estadounidense como una de las "Modelos del Momento".
Karolina ha aparecido en más de 25 portadas de Vogue internacionalmente y también ha aparecido en ediciones internacionales de Elle, Vanity Fair y The Face. Ha trabajado con fotógrafos como Steven Klein, Mario Sorrenti y Mario Testino. Durante el desfile otoño/invierno 2004 de Christian Dior, sufrió un incidente con su vestido.
Tras ser contratada como ángel de Victoria's Secret en 2005, portó el "Hearts On Fire" Fantasy Bra en el desfile de 2006, estimado en 6,5 millones de dólares. Durante el mismo desfile abrió el segmento "Come Fly With Me" y debido a un fallo de diseño su zapato se abrió mientras ella caminaba y fue elogiada por haber seguido caminando como si nada hubiera pasado. El incidente pasó a considerarse un "momento legendario".
Como ángel recibió una estrella en el "Paseo de la Fama" de Hollywood antes del Victoria's Secret Fashion Show de 2007, apareció en la portada de la revista Esquire en febrero de 2008, recreando la portada clásica de 1966 de Angie Dickinson por el 75 aniversario de la revista, y fue elegida por la revista People como una de las 100 Personas Más Guapas del Mundo.
En noviembre de 2008, E! Entertainment la votó como la mujer más sexy, ganando a Angelina Jolie, Scarlett Johansson y a otras ángeles como Gisele Bündchen, Heidi Klum y Adriana Lima. Kurková modeló para Bottega Veneta en la campaña de primavera de 2011 con un estilo Hitchcock.
El 24 de enero de 2011, Karolina abrió el desfile de la marca Etam Groupe portando un cordero real. En ese mismo desfile portó un kimono cuya parte inferior se quedó atrancada en una parte de la pasarela por lo que Kurková tuvo que quitárselo. El incidente fue muy polémico.
En septiembre de 2018, Karolina se convirtió en la primera modelo de portada de Vogue Checoslovaquia. En la primera portada se podía ver a Kurková con un tatuaje en la espalda con un componente simbólico ya que hace referencia al 100 aniversario de la unificación de Checoslovaquia.

### Actuación

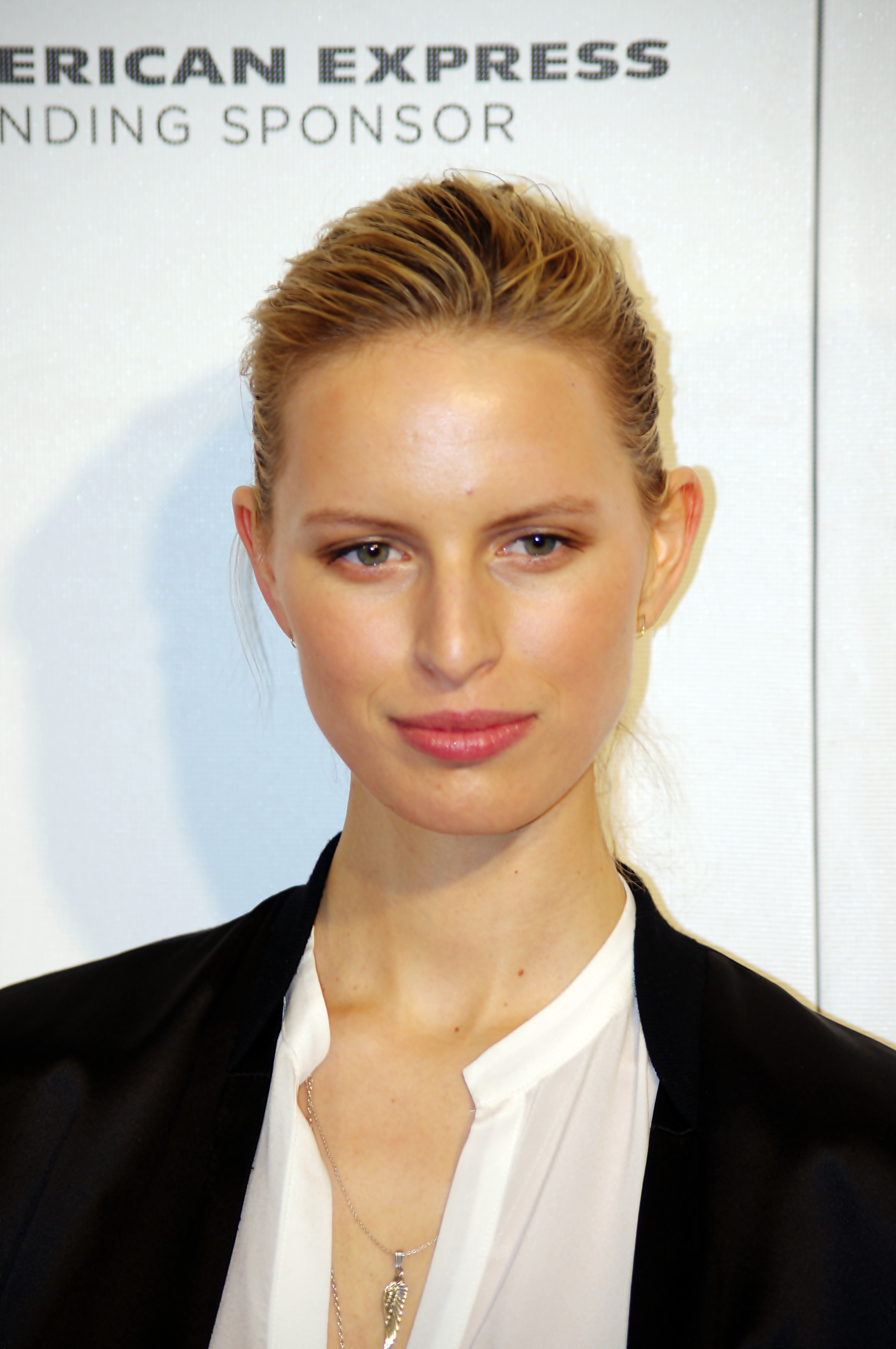
Karolína Kurková en el año 2011.

Kurková hizo su debut actoral junto a los actores Frankie Muniz, Harvey Keitel y Amber Valletta en la película de 2007 de Howard Himelstein, My Sexiest Year. Hizo el papel de Courtney A. Kreiger en la película de 2009, G.I. Joe: The Rise of Cobra. Fue jueza invitada en America's Next Top Model y en la cuarta temporada de Germany's Next Top Model.
Apareció en los Academy of Country Music Awards 2008 junto con Dwight Yoakam para presentar el premio "Mejor Vocalista Femenina" junto con Carrie Underwood.
En septiembre de 2010, Karolína apareció como invitada en la serie de NBC, Chuck. Concretamente, en el episodio "Chuck Versus the Suitcase" de la cuarta temporada. Hizo de "Sofia Stepanova", una espía enemiga que hacía de supermodelo.
Kurková apareció junto a la supermodelo alemana Eva Padberg en el reality Das perfekte Model, un programa de modelos similar a Germany's Next Top Model. El programa se emitió en primavera de 2012 en el canal alemán VOX. El programa se dejó de emitir en verano de 2012. Kurková hizo una aparición como invitada en febrero de 2012 en el programa 30 Rock. Concretamente, en el noveno episodio de la sexta temporada llamado "Leap Day".
Kurková hizo de sí misma en la serie Person of Interest, en un argumento secundario en el que el detective Fusco (Kevin Chapman) protege a Kurková de mafiosos armenios. Karolina es coach en "The Face", junto a Naomi Campbell y Coco Rocha.

### Otros proyectos
Según ABC News, trabaja con pediatras y otro personal médico en Gryph and IvyRose, una línea de productos para niños.

## Vida personal

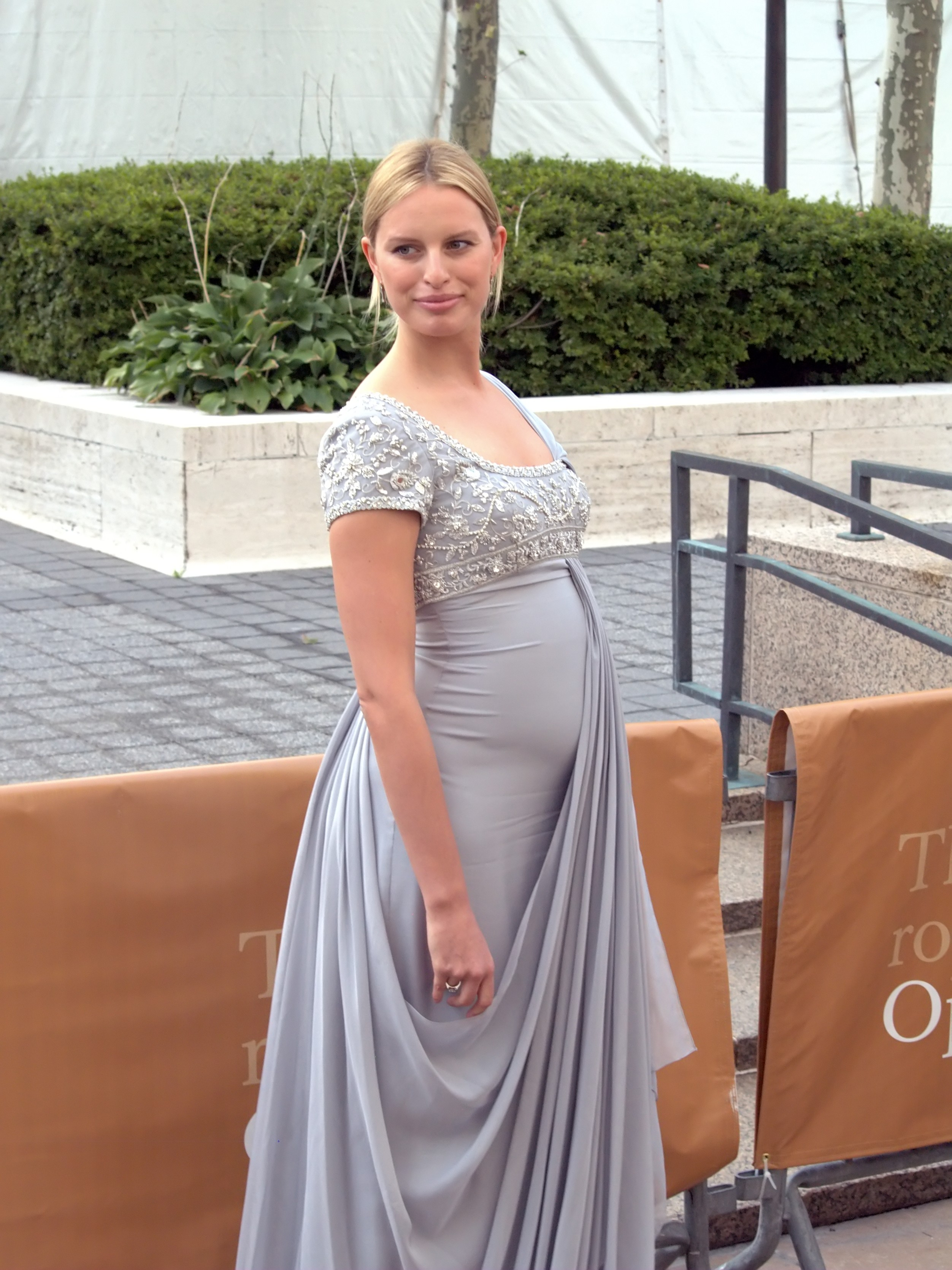
Kurková anunció en julio de 2009 que estaba embarazada.

Vive en el distrito TriBeCa de Nueva York.
En enero de 2009, Fox News confirmó que Kurková sufría de hipotiroidismo, lo que le hizo ganar peso y ser blanco de críticas de los expertos en moda, cuando desfiló para Cía Marítima y Victoria's Secret en junio de 2008 y noviembre de 2008, respectivamente. A principios de 2012 habló de este problema diciendo que estaba "viviendo la menopausia a los 24" y que "sus ovarios estaban fallando" y con ello ganando más peso de lo común.
En julio de 2009 anunció que estaba esperando su primer hijo con su entonces prometido, Archie Drury.  Kurková reveló que Drury le había propuesto matrimonio en Ciudad del Cabo, Sudáfrica, y se casaron antes del nacimiento de su hijo, Tobin Jack Drury Kurka, que ocurrió en octubre de 2009.
En julio de 2015 Kurková anunció que ella y Drury estaban esperando su segundo hijo juntos. En noviembre de 2015, Kurková dio a luz a su segundo hijo, Noah Lee Drury Kurka.
En diciembre de 2020 anunció que estaba embarazada de su tercer hijo. El 9 de mayo de 2021 nació su hija, LunaGrace Drury Kurka.